# Apha tychonooides
Apha tychonooides är en fjärilsart som beskrevs av Clayton Dissinger Mell 1930. Apha tychonooides ingår i släktet Apha och familjen Eupterotidae. Inga underarter finns listade i Catalogue of Life.